# Communauté de communes des Pays d’Oise et d’Halatte
Die  Communauté de communes des Pays d’Oise et d’Halatte (CCPOH) ist ein französischer Gemeindeverband mit der Rechtsform einer Communauté de communes im Département Oise in der Region Hauts-de-France. Sie wurde am 31. Dezember 1997 gegründet und umfasst 17 Gemeinden. Der Verwaltungssitz befindet sich im Ort Pont-Sainte-Maxence.

## Mitgliedsgemeinden
| Gemeinde                                            | Einwohner 1. Januar 2022 | Fläche km² | Dichte Einw./km² | Code INSEE | Postleitzahl |
| --------------------------------------------------- | ------------------------ | ---------- | ---------------- | ---------- | ------------ |
| Angicourt                                           | 1.335                    | 4,96       | 269              | 60013      | 60940        |
| Bazicourt                                           | 370                      | 3,82       | 97               | 60050      | 60700        |
| Beaurepaire                                         | 64                       | 5,07       | 13               | 60056      | 60700        |
| Brenouille                                          | 2.120                    | 4,31       | 492              | 60102      | 60870        |
| Cinqueux                                            | 1.638                    | 6,79       | 241              | 60154      | 60940        |
| Les Ageux                                           | 1.147                    | 5,00       | 229              | 60006      | 60700        |
| Monceaux                                            | 948                      | 6,60       | 144              | 60406      | 60940        |
| Pont-Sainte-Maxence                                 | 12.343                   | 14,76      | 836              | 60509      | 60700        |
| Pontpoint                                           | 3.279                    | 19,11      | 172              | 60508      | 60700        |
| Rhuis                                               | 134                      | 2,70       | 50               | 60536      | 60410        |
| Rieux                                               | 1.553                    | 2,33       | 667              | 60539      | 60870        |
| Roberval                                            | 352                      | 4,83       | 73               | 60541      | 60410        |
| Sacy-le-Grand                                       | 1.578                    | 17,70      | 89               | 60562      | 60700        |
| Sacy-le-Petit                                       | 633                      | 7,45       | 85               | 60563      | 60190        |
| Saint-Martin-Longueau                               | 1.431                    | 3,62       | 395              | 60587      | 60700        |
| Verneuil-en-Halatte                                 | 4.795                    | 22,26      | 215              | 60670      | 60550        |
| Villeneuve-sur-Verberie                             | 718                      | 8,16       | 88               | 60680      | 60410        |
| Communauté de communes des Pays d’Oise et d’Halatte | 34.438                   | 139,47     | 247              | –          | –            |